# Кедроній Александрійський
Кедроній Александрійський, також Сердон або Сердоній(? — 106) — четвертий єпископ Александрійський. Про нього майже нічого не відомо. Термін його перебування на посаді зазвичай відносять до 96-106 років.
Кедронія не слід плутати з Сердо, гностиком і можливим вчителем Маркіона. 